# Панасовка (Миргородский район)
Панасовка (укр. Панасівка) — село,
Великообуховский сельский совет,
Миргородский район,
Полтавская область,
Украина.
Код КОАТУУ — 5323280703. Население по переписи 2001 года составляло 92 человека.
Село указано на специальной карте Западной части России Шуберта 1826-1840 годов 

## Географическое положение
Село Панасовка находится на левом берегу реки Псёл,
выше по течению на расстоянии в 2 км расположено село Сакаловка,
ниже по течению на расстоянии в 1,5 км расположено село Олефировка,
на противоположном берегу — село Савинцы.
Река в этом месте извилистая, образует лиманы, старицы и заболоченные озёра.